# 非關男孩 (電視劇)
非關男孩(About a Boy)是一部美國NBC電視台製作的情境喜劇。由同名小說改編而成。
2014年1月10日，NBC電視台宣布「非關男孩」在2014年2月21日(星期五)晚間10:30(東部時間)，修改為2014年2月22日星期六晚間11:00(東部時間)首映。 之後會改成2014年2月25日(星期二)晚間9:00(東部時間)播出。

## 劇情
威爾‧費曼(Will Freeman)是一位成功的歌曲創作人兼單身漢，他有點玩世不恭，不想認真負責。不過當隔壁搬來一位單身母親費歐娜(Fiona)以及她的11歲兒子馬可仕(Marcus)之後，他的生活從此天翻地覆。

## 演員表
- David Walton 飾演 威爾‧費曼(Will Freeman)，男主角，歌曲創作人，試圖假扮單親父親去認識一些單身母親尋求一夜情。
- Minnie Driver 飾演 費歐娜‧布魯爾(Fiona Brewer)，住在威爾隔壁的單身母親，英國人。
- Benjamin Stockham（英语：Benjamin Stockham） 飾演 馬可仕‧布魯爾(Marcus Brewer)，費歐娜的兒子，11歲，因為一場事故與威爾成為好朋友。
- Al Madrigal 飾演 安迪(Andy)
- Annie Mumolo 飾演 蘿瑞(Laurie)

## 各集列表
| 集數 | 名稱               | 導演            | 編劇         | 原始播映 日期 | 美國收視 (百萬) |
| ---- | ------------------ | --------------- | ------------ | ------------- | --------------- |
| 1    | 試播集(Pilot)      | Jon Favreau     | Jason Katims | 2014年2月22日 | TBA             |
| 2    | About a Pool Party | TBA             | TBA          | 2014年2月25日 | TBA             |
| 3    | About a Godfather  | TBA             | TBA          | 2014年3月4日  | TBA             |
| 4    | About a Girl       | Ken Whittingham | Mark Kunerth | 2014年3月11日 | TBA             |
| 5    | 待公佈             | TBA             | Sarah Watson | 2014年        | TBA             |

## 外部連結
- 官方网站
- 互联网电影数据库（IMDb）上《About a Boy》的资料（英文）